# Das große Ravensburger Zauberbuch
| Das große Ravensburger Zauberbuch | Das große Ravensburger Zauberbuch  |
| --------------------------------- | ---------------------------------- |
| Erscheinungsland                  | Deutschland                        |
| Herausgeber                       | Otto Maier Verlag, Ravensburg      |
| Erscheinungsjahr                  | 1981                               |
| Aufmachung                        | gebunden                           |
| Illustrationen                    | 400 s/w Abbildungen, 10 Farbseiten |
| Sprache(n)                        | Deutsch                            |
| Seitenumfang                      | 288                                |
| Thema                             | Allgemeine Zauberkunst             |
| ISBN                              | 3-473-42351-3                      |
| Autor                             |                                    |
| Martin Michalski                  |                                    |

Das große Ravensburger Zauberbuch ist der Titel eines der grundlegenden Bücher zum Verständnis und zum Erlernen der Kunst des Zauberns. Es knüpft an das 1960 erschienene Buch, Der perfekte Magier, desselben Autors an. 

## Inhalt
Das von Martin Michalski verfasste Buch stellt eine umfangreiche Einführung in die Kunst des Zauberns dar. Nach einer kurzen Zusammenfassung der Historie der Zauberkunst werden zeitgenössische Zauberkünstler mit Kurzbiografien in Wort und Bild vorgestellt. Es folgen Kunststückbeschreibungen mit zum Teil genauen Konstruktionszeichnungen, um Zauberutensilen selbst anzufertigen.
Das Buch erlebte mehrere Auflagen und Ausgaben. 

## Die Kapitel
- Vorwort zur Kunst der amüsanten Täuschung
- Geschichte der Magie
- Zauber – oder: Wie wird man Zauberkünstler?
- Bekannte Zauberer der Gegenwart
- Magische Grundeffekte
- Das Drum und Dran
- Griffe und Kniffe
- Kartenkunst
- Mirko-Magie
- Mental-Magie
- Partyzauber
- Zaubergeräte für Party und Bühne
- Bühnen-Illusionen
- Einstudieren der Tricks und Aufbau eines Programms
- Professionelles Zaubern

## Ausgaben
- 1. Ausgabe 1981, siehe Infobox
- 2. Ausgabe 1981, Paperback,
- 3. Ausgabe 1992, mit neuen Titel: Zaubern – Spiel der Illusion
- 4. Ausgabe 1992, für den Verlag Moewig unter dem Titel: Das grosse Buch vom Zaubern

2. Ausgabe 1992, für Moewig
- 5. Ausgabe 2008, für den Verlag Eppe

## Buchbesprechung
- Magische Welt, Fachzeitschrift für Zauberkunst, Heft 2, 1981, Seite 97

„Auch wenn das Buch noch so schön aufgemacht ist, und daran besteht kein Zweifel, wird es doch bei manchem Fachmann auf herbe Kritik stoßen, da eine ganze Reihe von wertvollen Kunststücken genauestens beschrieben wird.“